# Крої ІІІ
Крої III (пол Kroje III) – шляхетський герб, різновид герба Крої.

## Опис герба
Опис згідно з класичними правилами блазонування:
У червоному полі три з'єднані кінцями в центрі срібні лемеші в позиції 2:1, на правому верхньому лемеші такий же лицарський хрест. Клейнод: хвіст павича. Намет червоний, підбитий сріблом.
Юліуш Кароль Островський розрізняє два напрямки розміщення лемешів і варіант зі зворотним напрямком розташування називає Крої IV.

## Найбільш ранні згадки
Герб згадується вперше у праці Альберта Віюк Каяловичаа Herbarz rycerstwa Wielkiego Księstwa Litewskiego, połowa XVII wieku і Каспера несецького Korona polska, I połowa XVIII wieku). Herb przysługiwał litewskiej rodzinie Kopeć. Герб наданий литовській родині Копець.

## Гербовий рід
Одна сім'я (герб власний): Копець (Kopec).